# Marie Valerie af Østrig
Ærkehertuginde Marie Valerie af Østrig (Marie Valerie Mathilde Amalie; 22. april 1868 - 6. september 1924) var en østrigsk ærkehertuginde, der var det fjerde og yngste barn af kejser Franz Joseph 1. af Østrig-Ungarn og dennes hustru Elisabeth af Bayern. Hun blev gift med Ærkehertug Franz Salvator af Østrig, der tilhørte den toscanske gren af Huset Habsburg-Lothringen.

## Biografi

### Tidlige liv
Marie Valerie blev født 10 år efter kejserparrets tredje barn, tronarvingen Rudolf af Østrig. Desuden blev hun født i den ungarske del af riget, hvilket med tiden var kommet til at stå nær ved kejserindens hjerte. Marie Valerie blev også som den eneste af kejserparrets børn udelukkende opdraget af sine forældre, uden svigermorens indblanding. Derfor fik hun et nært forhold til sin mor i modsætning til sine ældre søskende. Hun blev undertiden også kaldt "det ungarske barn", eftersom at hendes tilkomst sandsynligvis var del af en aftale mellem hendes forældre. Hendes mor havde indvilget i endnu en graviditet, hvis kejseren til gengæld gav mere frihed til Ungarn. Marie Valerie blev født ca. ni måneder efter at parret blev kronet i Ungarn, hvilket havde skabt det nye dobbelt-monarki. 
Desuden var fødslen af Marie Valerie nøje udvalgt til at skulle foregå netop i den ungarske hovedstad Buda. Havde kejserinden født en dreng, ville han ifølge legenden med tiden være blevet konge af selvstændigt Ungarn. Det østrigske hof var derfor ganske tilfredse med, at det blev en pige.

### Ægteskab
Marie Valerie blev gift 31. juli 1890 i Bad Ischl med Franz Salvator af Østrig (1866-1939), som tilhørte den toscanske gren af Huset Habsburg og var en fjern slægtning til hende. Parret fik ti børn:
1. Elisabeth Franziska af Østrig (27. januar 1892 - 29. januar 1930), gift 1912 med greve Georg von Waldburg-Zeil-Trauchburg (1878-1955) og fik fire børn.
2. Franz Karl Salvator af Østrig (17. februar 1893 - 12. december 1918), ugift.
3. Hubert Salvator af Østrig (30. april 1894 - 24. marts 1971), gift 1926 med Rosemary af Salm-Salm (1904-2001) og fik tretten børn.
4. Hedwig af Østrig (24. september 1896 - 1. november 1970), gift 1918 med greve Bernhard af Stolberg-Stolberg (1881-1952) og fik ni børn.
5. Theodor Salvator af Østrig (9. oktober 1899 - 8. april 1978), gift 1926 med Maria Theresa af Waldburg-Zeil-Trauchburg (1901-1967) og fik fire børn.
6. Gertrud af Østrig (19. november 1900 - 20. december 1962), gift 1931 med greve Georg von Waldburg-Zeil-Trauchburg (hendes søsters enkemand) og fik to børn.
7. Maria Elisabeth af Østrig (19. november 1901 - 29. december 1936), ugift.
8. Klemens Salvator af Østrig (6. oktober 1904 - 20. august 1974), gift 1930 med Elisabeth Rességuier von Miremont (1906-2000) og fik ni børn.
9. Mathilde af Østrig (9. august 1906 - 18. oktober 1991), gift 1947 med Ernst Hefel (1888-1974), ingen børn.
10. Agnes af Østrig (26. juni 1911), død efter 8 timer.

I begyndelsen var ægteskabet lykkeligt, men Franz Salvator begyndte med tiden at have elskerinder, deriblandt Stephanie von Hohenlohe, med hvem han også fik et barn i 1914.

### Senere liv
Under Første Verdenskrig oprettede Marie Valerie flere hospitaler og åbnede også sit eget hjem for sårede. Efter monarkiets afskaffelse i Østrig, underskrev hun dokumenter, hvori hun fraskrev sig ethvert krav på tronen for sig selv og sine efterkommere. Dette tillod, at hun kunne blive boende i landet. 
Marie Valerie døde af lymfeknudekræft i 1924, og ti år senere giftede Franz Salvator sig atter.

## Eftermæle
Mária Valéria-broen over floden Donau, som forbinder byerne Esztergom i Ungarn og Štúrovo i Slovakiet, er opkaldt efter hende. 